# AM (album)
AM – piąty studyjny album brytyjskiego zespołu Arctic Monkeys, wydany 9 września 2013 roku.
Producentem płyty jest James Ford, który pracował już z Arctic Monkeys nad ich albumami Favourite Worst Nightmare, Humbug i Suck It and See, natomiast współproducentem AM jest Ross Orton. Płyta została zarejestrowana w studiach Sage & Sound Recording w Los Angeles oraz Rancho De La Luna w Joshua Tree.
Na płycie gościnnie wystąpili: Josh Homme (frontman zespołu Queens of the Stone Age), Bill Ryder-Jones (były gitarzysta zespołu The Coral) oraz Pete Thomas (wieloletni perkusista Elvisa Costello).
W Polsce album uzyskał status platynowej płyty.

## Tytuł płyty
W wywiadzie z Zane’em Lowe’em z BBC Radio 1, wokalista Arctic Monkeys Alex Turner powiedział, że tytuł płyty został zainspirowany przez wydaną w 1985 roku kompilację zespołu Velvet Underground VU: „Właściwie ukradłem to od Velvet Underground, przyznam się od razu i będę miał to z głowy. Oczywiście chodzi o album VU. (...) Czujemy, że tą płytą jesteśmy dokładnie w tym miejscu, gdzie powinniśmy teraz być. Wydało się więc właściwe podpisanie jej inicjałami.”

## Wkład Josha Homme’a
Alex Turner, który wystąpił gościnnie na płycie Queens of the Stone Age ...Like Clockwork z 2013 roku, powiedział w wywiadzie dla BBC Radio 1, że pojawienie się Josha Homme’a na AM to rodzaj „przysługi za przysługę”. „Jego wkład w naszą płytę jest naprawdę ekscytujący, prawdopodobnie mój ulubiony. Trzydzieści sekund, przez które tam jest, to coś, czego nigdy wcześniej nie słyszałem.”
4 lipca 2013 roku, Homme wspomniał o AM podczas czeskiego festiwalu Rock for People: „Zaśpiewałem na nowej płycie Arctic Monkeys. To naprawdę świetny, seksowny album. (...) Jest naprawdę dobry. Nie jest to disco [jako takie], ale nowoczesny, taneczny, seksowny album.”

## Lista utworów
1. Do I Wanna Know? – 4:33
2. R U Mine? – 3:20
3. One for the Road – 3:26
4. Arabella – 3:27
5. I Want It All – 3:04
6. No.1 Party Anthem – 4:03
7. Mad Sounds – 3:35
8. Fireside – 3:01
9. Why'd You Only Call Me When You're High? – 2:42
10. Snap Out of It – 3:12
11. Knee Socks – 4:17
12. I Wanna Be Yours – 3:04
13. 2013 – 2:29 (Bonusowy utwór na wydaniu polskim i japońskim, poprzedza go minuta ciszy.)